# 八木佳苗
八木かなえ（有譯八木加奈惠、八木加奈耶、八木佳苗等，1992年7月16日—）是日本一名女性舉重運動員，2015年加入綜合警備保障舉重部。

## 經歷
八木於兵庫縣神戶市出生，所景仰的舉重運動員是三宅宏實，2015年畢業於金澤學院大學。
2012年代表日本参赛2012年夏季奧林匹克運動會，在女子53公斤級舉重比賽中以总成绩191公斤取得第13名。
2013年參賽2013年夏季世界大學運動會，於女子53公斤級舉重比賽中獲得冠軍金牌。
2015年進入日本的保全公司綜合警備保障。

## 名字譯法問題
她的名字是平假名寫法的かなえ，可對應「加奈惠」、「佳苗」等。中華人民共和國的大部份新聞媒體譯為「加奈耶」，而「加奈耶」的平假名對應是「かなや」。

## 外部連結
- 八木　かなえ （页面存档备份，存于） 金澤學院大學